# Teleboard

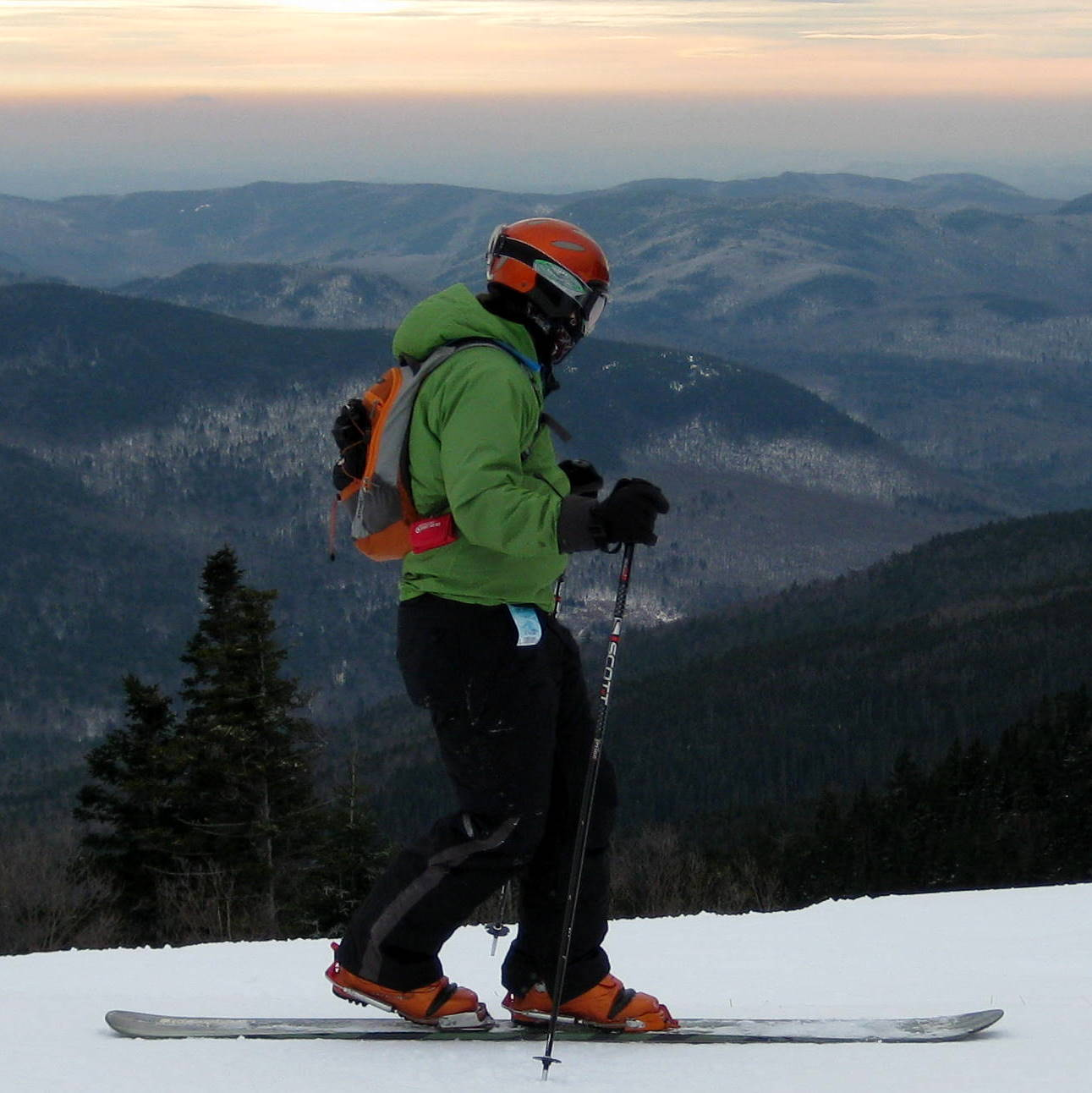
Pratiquant de teleboard prenant appui sur ses bâtons de ski pour avancer sur du plat.

Le teleboard est l'un des nombreux sports de glisse dérivés du ski, en même temps que l'outil qui permet de le pratiquer.
Cet hybride associe la planche parabolique du skwal aux fixations du télémark. Le teleboardeur a donc les deux pieds fixés sur la même planche, par la pointe seulement : le talon reste libre.
Ce sport de glisse est principalement pratiqué aux États-Unis.